# 俏皮情人
《俏皮情人》（羅馬化：Phrom Phayot）是「ละครดี 7HD ปี 2567」企划的作品，由Media Studio制作，米克·通拉亚（Mik）、查伊萨拉·瓦塔纳楠颖（Jenny）主演的年代爱情剧。剧情是继1971年（曼谷邦坤4频道电视剧）及1972年电影版后再度改编自楚翁·查雅金达的同名小说，预计2025年在泰国第7电视台黄金档播出。

## 演员阵容

### 主要演员
- 米克·通拉亚（Mik）饰演 Phim
- 查伊萨拉·瓦塔纳楠颖（Jenny）饰演 Massaya
- 查克里特·布恩辛（Oat）
- Chanoknun Seanpin（Benz）
- 娜莎蒙·尼永德查（BamBam）
- 思帕拉妲·披吾通（Winnie）
- 皮拉瓦·昆南瓦（Amp）
- 卡特莎拉·瓦塔娜善（Fern）
- 纳塔帕特·吉拉帕瓦素（Bright）